# Paratachardina ternata
Paratachardina ternata är en insektsart som först beskrevs av Chamberlin 1923.  Paratachardina ternata ingår i släktet Paratachardina och familjen Kerriidae. Inga underarter finns listade i Catalogue of Life.